# هيمونوكيت كروغاتة
هيمونوكيت كروغاتة هو أحد مسببات الأمراض النباتية التي تسبب القشرة الصمغية في مضيفيها.

## المضيفون والأعراض
من المهم معرفة المضيفين والأعراض عند محاولة التعرف على العامل الممرض للمرض. من أجل تحديد العامل الممرض، يجب أن يكون من الممكن الوصول إلى مضيفيه المشتركين وأعراضه الرئيسية. المضيف الرئيسي لـ Hymenochaete corrugata هو الأشجار ذات الأوراق العريضة، في المقام الأول البندق والصفصاف. يُطلق على هذا المرض اسم القشرة الصمغية وينبع من عادة العامل الممرض في التحرك عبر الأشجار ولصق الأغصان والفروع المتلامسة مع بعضها البعض. تتمثل الأعراض الشائعة في وجود سطح غير مستوٍ ناجم عن الشعيرات السطحية (الشعيرات السطحية) وسطح أرجواني رمادي أو بني ملون على لحاء الشجرة. العلامة الرئيسية هي وجود أجسام ثمرية بيضاء تشكل قشورًا ملتصقة بالأشجار، وعادةً ما تكون على لحاء الجذع. يمكن أيضًا رؤية Setae على لحاء الشجرة في الجذع والفروع. تتطور هذه الأجسام المثمرة إلى تشققات بمرور الوقت..

## البيئة
يتركز هذا المرض في المقام الأول في بريطانيا العظمى وأيرلندا والبر الرئيسي لأوروبا وأجزاء من أمريكا الشمالية. موسم النمو في أوروبا هو الصيف والخريف. يفضل تطور المرض وانتشاره في مناطق الغابات، وفي المقام الأول الغابات التي يهيمن عليها نبات اللبلاب الحمضي والغابات النفضية عريضة الأوراق. تتكون بيئات الغابات هذه عادةً من أشجار صيفية غير صنوبرية وأشجار دائمة الخضرة. تعتبر هذه الظروف مناخًا معتدلًا وتتواجد في مناطق ذات مواسم مميزة تجعل درجات الحرارة معتدلة بسبب هطول الأمطار الشائعة.

## التشكل المرضي
فيما يتعلق بالتسبب في المرض، تقوم القشرة الصمغية بشكل أساسي بلصق الأغصان الميتة على الفروع الحية في المظلة، مما يمنع الأغصان الميتة من السقوط على الأرض. إذا سقطت على الأرض، فإنها ستكون متاحة للتحلل بواسطة الفطريات الأخرى. يمكن للأنماط الجينية الفردية لهيمونوكيت كروغاتة تحقيق هذا الإلتصاق عن طريق صنع وسادات فطرية متصلبة تشكل جسرًا يربط الأغصان معًا من براز مختلف. يمكن أن تسمح الوسادات التي تم إنشاؤها أيضًا بالربط بأشجار أخرى، وليس فقط الأغصان الموجودة في نفس الشجرة. يمكن للفطر أن يتحرك ذهابًا وإيابًا بين الأنماط المختلفة لتطور الفطريات وينتج صفائح تصلب كاذبة ملانينة، ثم ينتشر من فرع إلى فرع من خلال هذه التصلب الكاذب الملتصق معًا.

## الإشارات
1. 1 2  مذكور في: فهرس فونغوروم. الوصول: 4 نوفمبر 2022. لغة العمل أو لغة الاسم: الإنجليزية.
2. ↑  مذكور في: Gwefan Llên Natur. الوصول: 3 أبريل 2016.
3. ↑  مذكور في: سجل الأنواع الهولندية. الوصول: 19 يناير 2017.
4. 1 2  "Portál informačního systému ochrany přírody" (بالتشيكية). وكالة حماية الطبيعة والمناظر الطبيعية في التشيك. Retrieved 2018-09-19.
5. ↑  وصلة مرجع: https://id.biodiversity.org.au/name/fungi/60027352.
6. ↑  Ainsworth؛ Rayner (1990). "Aerial mycelial transfer by Hymenochaete corrugata between stems of hazel and other trees". Mycological Research. ج. 94 ع. 2: 263–266. DOI:10.1016/s0953-7562(09)80625-4.
7. ↑  "Hymenochaete corrugata (Fr.) Lév. - Glue Crust (n.d.)". First-Nature. مؤرشف من الأصل في 2023-10-30. اطلع عليه بتاريخ 2016-11-16.
8. ↑  "Climate: East Woodlands". Climate-Data.org. 2015. مؤرشف من الأصل في 2019-09-20. اطلع عليه بتاريخ 2016-11-16.
9. ↑  "Fungi". www.snh.org.uk. مؤرشف من الأصل في 2018-11-20. اطلع عليه بتاريخ 2016-12-05.
10. ↑  Boddy؛ Frankland؛ West (2008). Ecology of saprotrophic basidiomycetes. Amsterdam: Elsevier Academic Press. ISBN:978-0-12-374185-1.
11. ↑  Sharland؛ Burton؛ Rayner (1986). "Mycelial dimorphism, interactions and pseudosclerotial plate formation in Hymenochaete corrugata". Transactions of the British Mycological Society. ج. 86: 158–163. DOI:10.1016/s0007-1536(86)80130-9.

## الروابط الخارجية
- قاعدة بيانات الفطريات USDA ARS